# 王見秋

王見秋法官，GBS（1936年—），籍贯广东省台山市，前香港高等法院法官，前香港平等機會委員會主席。

## 年表
- 利物浦大學法律學士
- 英國大律師資格（1962年）
- 加入當時的律政署為檢察官（1966年）
- 高級檢察官（1969年）
- 助理首席檢察官（1973年）
- 司法機構成员（1973年）
- 地方法院法官（1977年）
- 原訟庭按察司（1985年）
- 高等法院原訟法庭法官
- 高等法院上訴法庭法官（1999年）

## 家庭
王見秋已婚，与妻子方文德育有兩子兩女。

## 事件
2003年8月，王見秋任職平等機會委員會主席期間，在无充份理由下，辭退了由上一任主席胡紅玉任命的候任行動科總監余仲賢，引起輿論廣泛批評，最後他宣稱在「受到傳媒逼害」下於同年11月6日請辭。
王見秋之幼女王穎妤，曾是商人劉鑾雄的助理。2003年10月，有報導指劉鑾雄曾向王穎妤贈送價值2000萬港元豪宅，及向王見秋本人贈送4張機票供外遊，而未有事先向政府申報。劉鑾雄其後發表聲明，否認曾贈送這些禮物。
此外，王見秋被指於任職香港高等法院法官期間，不適當地向香港政府申請發放度假旅費津貼，但律政司司長黃仁龍於2006年2月3日以證據不足為理由決定不予起訴。